# Мнангагва, Эммерсон
Эммерсон Дамбудзо Мнангагва (шона Emmerson Dambudzo Mnangagwa; род. 15 сентября 1942, Звишаване) — зимбабвийский государственный деятель, политик. Президент Зимбабве с 24 ноября 2017 года. Председатель партии «Зимбабвийский африканский национальный союз — Патриотический фронт» с 19 ноября 2017 года.
Активный участник партизанской войны, один из руководителей партии ZANU. С 1980 года занимал ряд ключевых постов в правительстве и силовых структурах, в 2000—2005 годах был председателем нижней палаты парламента. С 12 декабря 2014 по 7 ноября 2017 года — первый вице-президент Зимбабве. Считался ближайшим сподвижником и потенциальным преемником президента Мугабе. В ноябре 2017 года внезапно был отстранён от должности. После военного переворота вернулся к власти, став председателем и первым секретарём правящей партии Зимбабвийский африканский национальный союз — Патриотический фронт, а после стал временным руководителем государства после отставки Роберта Мугабе.

## В начале антиколониальной борьбы
Начальное образование получил в сельской школе. Впоследствии семья перебралась в Северную Родезию, где Эммерсон Мнангагва окончил строительное училище и поступил в технический колледж. Из колледжа был исключён за политические выступления против колониальных властей. Состоял в Объединённой партии национальной независимости.
В 1962 году Эммерсон Мнангагва вступил в Союз африканского народа Зимбабве (ZAPU). Прошёл первичное военное обучение в тренировочном лагере ZAPU Танганьике, затем в Египте.

## Участие в партизанской войне
В августе 1963 года Эммерсон Мнангагва перешёл из ZAPU в Африканский национальный союз Зимбабве (ZANU). Это привело к аресту Мнангагвы и группы его единомышленников египетскими властями. Об освобождении договаривался лично Роберт Мугабе. Из Египта Мнангагва выехал в Танганьику, затем был направлен в тренировочный лагерь организации ФРЕЛИМО, с которой Мугабе поддерживал союзные отношения.
С группой боевиков ZANLA Эммерсон Мнангагва проходил военную и идеологическую подготовку в КНР. Оттуда вновь прибыл в Танзанию, где вошёл в состав военно-диверсионной «Группы Крокодил» (прозвище Ngwena — Крокодил получил и лично Мнангагва). Занимался доставкой оружия и переправкой боевиков в партизанские отряды, действовавшие в Южной Родезии. Разрабатывал планы и контролировал осуществление нападений на белых фермеров и родезийских силовиков.
В январе 1965 года Мнангагва был арестован родезийской полицией. На допросах к нему применялось физическое воздействие. Он признал вину в теракте на железной дороге близ города Форт Виктория. По возрасту избежал смертной казни и был осуждён на десять лет тюрьмы. Завершая юридическое образование, часть экзаменов сдавал в заключении.
После частичного отбытия срока депортирован в Замбию. В 1972 году получил степень бакалавра юриспруденции Лондонского университета. Завершил юридическое образование в Университете Замбии. Работал адвокатом в Лусаке.
В 1977 году Эммерсон Мнангагва был избран в высшее руководство ZANU и занял пост помощника по специальным поручениям председателя Роберта Мугабе. Этот статус означал курирование всех гражданских и военных подразделений партии. Мнангагва также возглавлял службы безопасности ZANU и ZANLA.
В 1979 году он участвовал в Ланкастерхаузской конференции. Играл видную роль в подготовке к выборам февраля 1980 года, на которых ZANU одержал победу.

## На правительственных постах
В первом правительстве независимого Зимбабве Эммерсон Мнангагва занял пост министра госбезопасности. Он возглавил также Объединённое оперативное командование — координационный орган вооружённых сил бывшей Родезии, сохранённый правительством Мугабе для своих силовых структур. Руководил процессом интеграции ZANLA, ZIPRA и лояльных новому режиму частей родезийской армии в вооружённые силы Зимбабве. Первоначально Мнангагва выражал удивление и недовольство решением Мугабе сохранить на прежних постах ведущих родезийских силовиков, особенно директора Центральной разведывательной организации (CIO) Кена Флауэра. Однако довольно скоро у Мнангагвы с Флауэром наладилось деловое взаимодействие.
Принимал активное участие в кампании репрессий против ZAPU и ндебеле 1982—1983. Результатом стал разгром ZAPU и политическое устранение Джошуа Нкомо как конкурента Роберта Мугабе.
В 1989 году Эммерсон Мнангагва перешёл с министерства госбезопасности на министерство юстиции и оставался на этой должности до 2000 года. В 1995—1996 годах исполнял также обязанности министра финансов. В 2000—2005 годах — председатель нижней палаты парламента. С 2005 по 2009 год — министр жилищного строительства и социальной политики. В 2009—2013 годах — министр обороны Зимбабве. В 2013 году Мнангагва вернулся на пост министра юстиции.
Несмотря на поражение на выборах 2000 года — избран был кандидат оппозиционного MDC — Мнангагва стал депутатом парламента по назначению президента. После этого Мнангагва стал председателем Палаты собрании. Обвинялся в «манипулировании заседаниями и голосованиями». В 2008 году сумел избраться в депутаты. Руководил президентскими кампаниями Мугабе 2008 и 2013.

## Потенциальный преемник

### Властный ресурс
На всех правительственных и военных должностях Эммерсон Мнангагва являлся ближайшим сподвижником и доверенным лицом Роберта Мугабе. Считался вторым по влиянию партийным и государственным деятелем Зимбабве и потенциальным преемником главы государства. Такая перспектива вызывала тревогу ряда наблюдателей, опасающихся прихода к верховной власти «бывшего шефа шпионского ведомства про прозвищу „Крокодил“ с репутацией беспощадности».
В экономической сфере Эммерсон Мнангагва был активным проводником политики «коренизации» — усиления африкано-зимбабвийского «чёрного капитала». В этом он пользовался поддержкой не только президента Мугабе, но и крупных бизнес-магнатов из круга Пола Мкондо (агросектор, транспорт, недвижимость) и Джеймса Макамбы (инвестиции, горнодобыча, телекоммуникации). При участии Мнангагвы был принят закон, закреплявший за чернокожими зимбабвийцами контрольные пакеты акций в промышленности.
В то же время Мнангагва поддерживает связи с влиятельными деятелями белой общины, в том числе бывшими высокопоставленными родезийскими силовиками. Сообщалось о совместном бизнесе Мнангагвы с полковником Лионелем Диком. С ведома Мнангагвы полковник Дик выступал посредником в конфиденциальных контактах правительства Мугабе и оппозиционной партии Моргана Цвангираи. В аппарате госбезопасности под руководством Мнангагвы служил полковник Дэн Стэннард, ранее второй человек в спецслужбе режима Яна Смита. Стэннард был награждён высшей военной наградой Зимбабве — Золотым крестом.

### Назначение вице-президентом
В декабре 2014 года первый с подачи жены Мугабе Грейс первый вице-президент Зимбабве Джойс Муджуру (вдова Соломона Муджуру) была обвинена в антипрезидентском заговоре и отстранена от должности. Пост вице-президента занял Эммерсон Мнангагва, оставшийся также министром юстиции.
Между четой Муджуру и Эммерсоном Мнангагвой существовало давнее противостояние. Главнокомандующий зимбабвийской армией Соломон Муджуру считался главным противником Мнангагвы во внутрипартийной борьбе. После отставки и домашнего ареста Соломона Муджуру борьбу за влияние на Мугабе и статус президентского преемника Мнангагва вёл с его женой Джойс Муджуру, занимавшей пост первого вице-президента. Бывшая партизанка Муджуру считалась представителем «умеренной линии», ориентированной на общественные организации и бизнес-структуры. Она пользовалась поддержкой в партийном аппарате, женской и молодёжной организациях правящей партии. Мнангагву поддерживали руководители армии и спецслужб, депутаты и аппарат парламента.
Джойс Муджуру потерпела поражение в конфликте с влиятельной женой президента. Однако назначение «сильного человека» Мнангагвы также ослабило позиции первой леди. Первый вице-президент курирует оборону, госбезопасность, юстицию, тюрьмы и Центральный банк. Вокруг него консолидировалась также белая бизнес-элита, организованная в конфедерации промышленников и аграриев. Резкое обострение противостояния между Эммерсоном Мнангагвой и Грейс Мугабе отмечается с осени 2015.
Вскоре после назначения Мнангагвы глава государства начал делегировать ему часть президентских полномочий. Таким образом Мнангагва стал мешать Грейс Мугабе, которая в последнее время не скрывала своих президентских амбиций.

## Отставка и конфликт
Положение резко изменилось в ноябре 2017 года. 7 ноября под влиянием жены президент Мугабе отстранил Мнангагву с поста первого вице-президента. Стали говорить, что на это место готовится назначение Грейс Мугабе. На следующий день было опубликовано открытое письмо скрывшегося в эмиграции (большинство источников называют ЮАР) Мнангагвы, адресованное Мугабе. В нём содержались резкие обличения Мугабе за узурпацию власти:

Наша партия — не личная недвижимость для Вас и Вашей жены.

В СМИ появились сообщения о готовящемся обвинении Мнангагвы в заговоре с целью свержения президента и захвата власти, а также в коррупции и убийствах. Некоторые источники утверждают, будто Мнангагва предпринимает отчаянные попытки связаться с четой Мугабе, дабы получить от них прощение.
Представители зимбабвийской оппозиции расценили отстранение Мнангагвы как признак очередной чистки в окружении президента (вероятно, инициированной Грейс Мугабе). Они не склонны доверять его внезапно проявившейся «оппозиционности» и напоминают о роли бывшего вице-президента в создании репрессивного аппарата режима.

## Президентство
15 ноября 2017 года в Зимбабве произошёл военный переворот: Роберт Мугабе был отстранён от власти в стране, 19 ноября Эммерсон Мнангагва на съезде партии Зимбабвийский африканский национальный союз — Патриотический фронт был выбран председателем и первым секретарём, 24 ноября Мнангагва был приведён к присяге в качестве нового президента Зимбабве на национальном спортивном стадионе в Хараре, где собралось около шестидесяти тысяч человек. На церемонии присутствовал певец Джах Прайзах, а также иностранные высокопоставленные лица, включая нескольких африканских лидеров, а также бывшего премьер-министра Зимбабве и лидера оппозиции Моргана Цвангираи. На инаугурации присутствовали президенты Анголы (Жуан Лоренсу), ЮАР (Джейкоб Зума), Замбии (Эдгар Лунгу), Мозамбика (Филипе Ньюси), Ботсваны (Ян Кхама), государственный министр Великобритании по делам Африки Рори Стюарт, которые выступили с заявлением, в котором охарактеризовали смену лидеров в Зимбабве как «абсолютно критический момент» после «разрушительного правления Роберта Мугабе».
Мнангагва был приведён к присяге главным судьёй Лукой Малабой. Во время его первой речи в качестве президента он поклялся служить всем гражданам, оживить экономику и снизить уровень коррупции. Он также отдал дань Роберту Мугабе, который не присутствовал на инаугурации якобы по состоянию здоровья, как своему наставнику. Мнангагва дистанцировался от своего предшественника, обещая активно взаимодействовать со всеми странами. Он также заявил, что программа земельной реформы Мугабе на период после 2000 года будет поддерживаться, хотя белые фермеры получат компенсацию за изъятые у них земли, и подтвердил проведение выборов 2018 года. 27 ноября 2017 года Мнангагва распустил кабинет министров Зимбабве и назначил двух исполняющих обязанности министров.
18 января 2018 года Мнангагва заявил о своем желании возобновить сотрудничество с Западом, предложив Организации Объединённых Наций, Европейскому Союзу и Содружеству следить за выборами в Зимбабве в 2018 году. Кроме этого, Мнангагва заявил о своём желании восстановить хорошие отношения с Соединённым Королевством и вновь присоединиться к Содружеству благодаря выходу Великобритании из Европейского Союза.

#### Покушение
23 июня 2018 года президент Эммерсон Мнангагва находился в городе Булавайо (Зимбабве), где произносил предвыборную речь на стадионе (Уайт Сити). По окончании выступления, он направлялся в свою VIP-палатку, и внезапно в толпе людей, которые были возле него, произошел взрыв. Сам Эммерсон Мнангагва в результате теракта не пострадал, но ранения получили 8 человек: вице-президент Кимбо Мохади, вице-президент Константино Чивенга и несколько министров. Эммерсон Мнангагву после теракта призвал людей к миру, любви и единству, а также сказал, что приносит соболезнования всем, пострадавшим в результате «бессмысленного акта жестокости».

### Победа на выборах
Мнангагва был объявлен победителем на президентских выборах, состоявшихся 30 июля 2018 года, набрав 50,8 % голосов. Основной кандидат от оппозиции, Нельсон Чамиза, отказался признать официальные результаты, обвинив избирательную комиссию в подтасовках, и обратился в суд.

## Личная жизнь
Эммерсон Мнангагва женат третьим браком на Оксилии Мнангагве. От этого брака имеет троих детей и ещё нескольких от предыдущих браков. Оксилия — член руководства правящей партии, активный политик ZANU. Сын Эммерсон Мнангагва-младший — один из руководителей молодёжной организации ZANU.

## Награды
- Орден заслуг Зимбабве[англ.] (при вступлении в должность президента Зимбабве 24 ноября 2017 года).
- Медаль освобождения.
- Медаль независимости Зимбабве[англ.].
- Награда освобождения.